# Erzsébet görög királyné
Erzsébet görög királyné, született Erzsébet román királyi hercegnő (románul: Principesă Elisabeta a României, görögül: Βασίλισσα Ελισάβετ της Ελλάδας, teljes nevén Elisabeta Charlotte Iosephina Victoria Alexandra; Szinaja, 1894. október 12. – Cannes, 1956. november 15.) román királyi hercegnő, házassága révén Görögország királynéja.

## Származása és gyermekkora
Erzsébet hercegnő 1894 októberében jött világra Ferdinánd román trónörökös és hohenzollern–sigmaringeni herceg és Mária edinburgh-i és szász–coburg–gothai hercegnő első leányaként, egyben második gyermekeként. A román királyi család kedvelt nyaralóhelyén, a szinajai Peleș-kastélyban született; nevét nagynénje és egyben fogadott nagyanyja, Erzsébet román királyné és wiedi hercegnő után kapta.
Gyermekkora első éveit a Peleș-kastély falai között töltötte. Mária hercegné csak tizenkilenc éves volt Erzsébet leánya születésekor; így Erzsébet királyné kívánatosnak tartotta, hogy ő felügyelje és nevelje a hercegnőt és bátyját, Károly herceget. A verseket költő királyné nagy hatást gyakorolt unokáira. Erzsébet hercegnő korán elkezdett érdeklődni a művészetek iránt,  ötéves  korától fogva zongoraórákat vett és rajzolni tanult George Enescu vezetésével. Hamar kiviláglott, hogy nagy tehetsége van a festéshez és a rajzoláshoz; a hercegnő élete végéig szívesen űzte e tevékenységet. A családban „Lisabeta”-ként becézett Erzsébet visszahúzódó teremtés volt, aki előszeretettel bújt ki hercegnői kötelességei alól.
1914. október 10-én I. Károly király halálával Erzsébet hercegnő édesapja került a román trónra. Ferdinánd király véget vetett gyermekei boldog, gondtalan életének Szinaján, amikor a bukaresti királyi palotába költöztette családját. Ettől kezdve Erzsébet hercegnő rendszeresen feltűnt a nyilvánosság előtt népszerű édesanyja oldalán, eleget téve reprezentatív kötelességeinek. 1916-ban, miután az ország belépett az első világháborúba és a németek megszállták a fővárost, a hercegnő fiatalabb testvéreivel és édesanyjával Békás városába menekült. Egy apró villában éltek, a királyné és Erzsébet hercegnő a helyi kórházakban ápolták a sebesülteket.

## Házassága

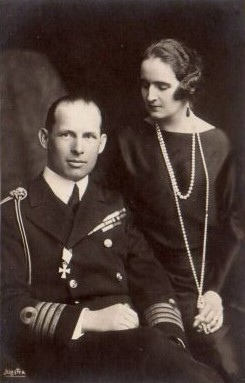
Erzsébet és férje II. György görög király

Az ifjú Erzsébet hercegnőt a kor egyik legszebb román előkelőségének tartották; ennek megfelelően több udvarlója is akadt. A hercegnő 1911-ben ismerkedett meg György görög herceggel, mikor a görög királyi család hivatalos látogatást tett a román fővárosban. A hercegnek azonnal felkeltette a figyelmét a fiatal Erzsébet hercegnő, de amikor házassági ajánlatot tett neki, a hercegnő fiatalságára és tanulni vágyására hivatkozva visszautasította. A kapcsolatot mindazonáltal fenntartották, György herceg pedig 1914-ben megismételte ajánlatát. Ezúttal is kosarat kapott, melyben feltehetőleg szerepe volt Erzsébet román anyakirálynénak is, aki azzal biztatta unokahúgát, hogy a politikailag jelentéktelen görög hercegnél képes jobb férjet is találni.
Az első világháború végeztével Mária királyné szabad idejében férjet keresett leányának. A királyné és gyermekei 1920-ban egy családi látogatás ürügyén Luganóba utaztak. A visszaúton megálltak Svájcban, ahol Erzsébet hercegnő ismét találkozott a száműzetésben élő György herceggel. A frigyet ezúttal már a királyné is támogatta abban a reményben, hogy leánya és egy görög herceg házassága megkönnyíti majd Károly herceg és Ilona görög királyi hercegnő a királyné által hőn áhított eljegyzését. Erzsébet királyi hercegnő még mindig bizonytalan volt, de családi nyomásra végül beleegyezett abba, hogy hozzámenjen György herceghez. Az esküvői ceremóniát 1921. február 27-én tartották a román fővárosban, számos európai uralkodócsalád jelenlétében. A házaspár március 7-én indult el Görögországba, Erzsébet hercegnő új hazájába. Alig két héten belül a hercegnő fivére, Károly herceg édesanyja kívánságának engedve nőül vette Ilona görög királyi hercegnőt. György herceg és Erzsébet hercegnő kapcsolatából nem született gyermek; a pár élete végéig feszélyezett viszonyban állt.

## Görög királynéként

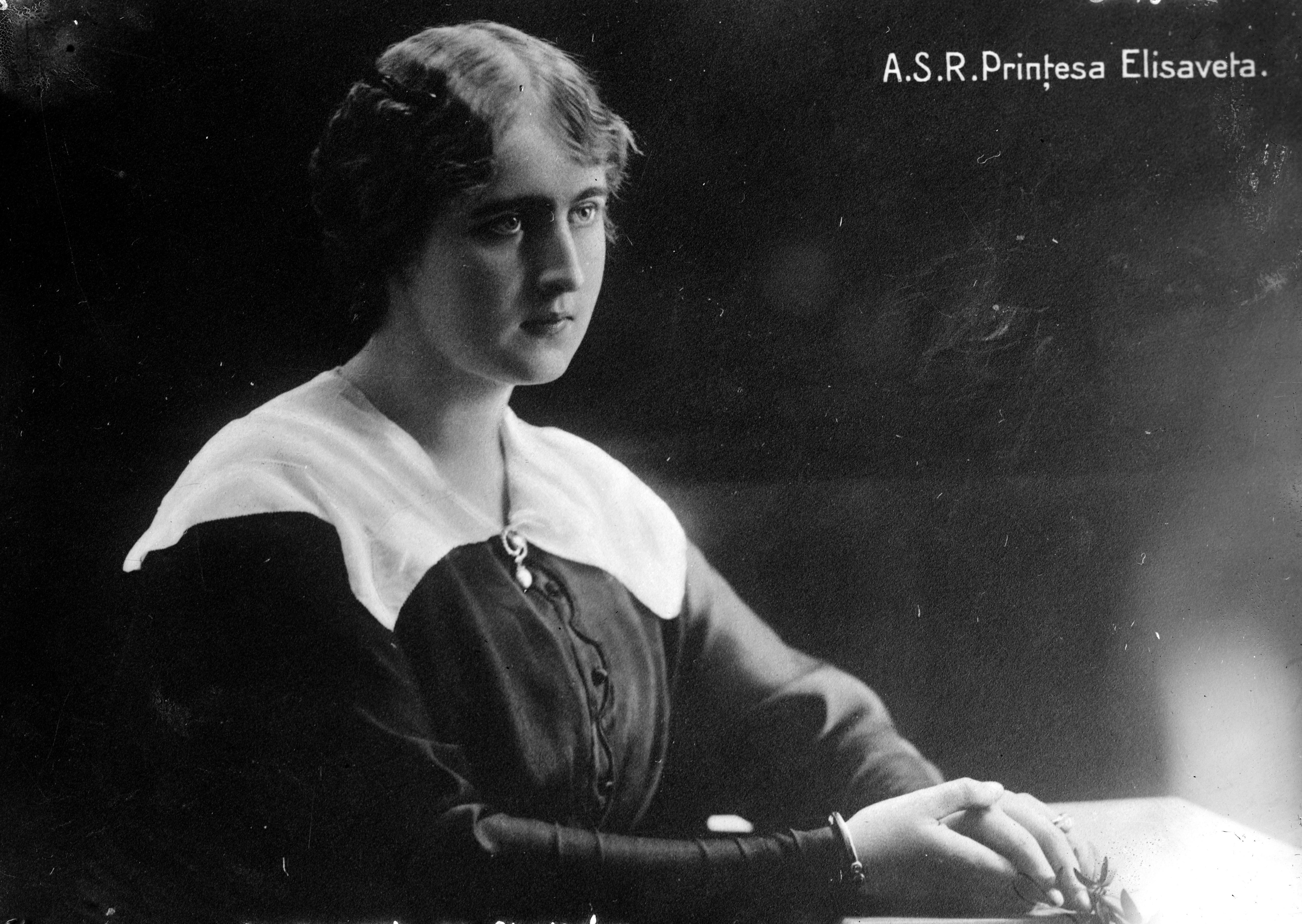
Erzsébet román királyi hercegnő és görög királyné

Erzsébet hercegnő 1921 tavaszán lépett először görög földre. Noha a trónörökös feleségeként elvárták tőle, hogy beilleszkedjék új otthonába, átvegye szokásait és hagyományait, a hercegnő ennek alig tett eleget; reprezentatív feladatait is csak módjával és láthatóan szenvedve végezte el. Kényelmetlenül érezte magát a görög királyi udvarban, amihez nagyban hozzájárult korántsem bensőséges kapcsolata férjével és ellenszenve a görög királyi családdal szemben. A trónörökösnét erős honvágy gyötörte, és igyekezett minél gyakrabban hazautazni Romániába.
1922 tavaszán a hercegné súlyos tífuszba esett; édesanyja személyesen utazott el Athénba, hogy ápolhassa leányát. A hosszú betegeskedés és a sokáig tartó felépülés nagyon kimerítette a hercegnőt, ugyanakkor még inkább eltávolította a görög királyi családtól és férjétől. Nyáron úgy döntött, hogy elsősorban gyógyulás céljából hazatér, és részt vesz szülei pompázatos koronázási ünnepségén. Míg Erzsébet hercegné szülőföldjén tartózkodott, addig 1922. szeptember 27-én lemondásra kényszerítették apósát, I. Konstantin görög királyt, így a görög korona György hercegre és Erzsébet hercegnére szállt.
Erzsébet immár görög királynéként október 20-án tért vissza Görögországba. Hamar kiderült számára, hogy nincs kellően felkészülve a királynéi szereppel járó diplomáciai feladatokra; ennek ellenére egyre több hivatalos vacsorán, ünnepélyen és fogadáson kellett megjelennie. A királyné, kihasználva a meleg éghajlatot, gyermekkori kedvteléseibe menekült. Egzotikus növényeket és virágokat ültetett és gondozott, német nyelven kiadott görög klasszikus műveket olvasott és újult erővel látott neki a festésnek, zongorázásnak. Az utazgatásban is kedvét lelte, többször is ellátogatott Bécsbe, Firenzébe, Párizsba és Londonba. Görögországban mindeközben a nép elégedetlen volt új királyával, így 1924. március 25-én II. György is lemondásra kényszerült. Az új kormány száműzetésre ítélte a királyi családot: a volt király és felesége Pireuszban szálltak fel a Daphné nevű hajóra, amely román földre szállította a száműzött házaspárt. Egy rövid bukaresti tartózkodás után végül az angol fővárosban telepedtek le; de a kapcsolat kettejük között még inkább megromlott, egy idő után már nem is éltek egy háztartásban. 1935. július 6-án végül kimondták válásukat, hiába ellenkezett a döntés ellen a román királyi család. A megint román királyi hercegnői címet viselő Erzsébet visszatért családjához; az egykori meghitt hangot azonban már nem találta meg sem testvéreivel, sem édesanyjával, aki őt okolta a házasság tönkremeneteléért.
A volt görög királyné teljesen visszavonult a közélettől, csak a festészetnek szentelte idejét. Bátyja egy vidéki uradalmat adományozott számára, ahol a hercegnő magányosan töltötte napjait. Később saját pénzén megvette az egykoron a Karátsonyi család tulajdonában állott Bánlak-kastélyt. Itt kapta kézhez a táviratot, melyben volt férje haláláról értesítették 1947. április 1-jén. Még az évben a kommunista párt nyomására a hercegnő unokaöccse, I. Mihály román király önként lemondott a trónról, a királyi családot száműzetésbe kényszerítették. Erzsébet hercegnő 1948. január 4-én szállt fel Bánlakon a királyi vonatra, mely elvitte őt és rokonait az országból. Sigmaringenben, a család ősi birtokán leltek menedékre; de Erzsébet hercegnő idővel úgy határozott, Cannes-ba költözik át. Itt egy apartmant bérelt, a megélhetéshez szükséges pénzt zongoraórák adásával teremtve elő. Erzsébet román királyi hercegnő és görög királyné 1956. november 15-én hunyt el, hatvankét évesen. A francia Riviérán temették el.